# Olympische Sommerspiele 2020/Schwimmen – 100 m Schmetterling (Frauen)
Der Wettkampf im 100-Meter-Schmetterlingsschwimmen der Frauen bei den Olympischen Spielen 2020 in Tokio wurde vom 24. bis 26. Juli 2021 im Tokyo Aquatics Centre ausgetragen.
Es fanden fünf Vorläufe statt. Die 16 schnellsten Schwimmerinnen aller Vorläufe qualifizierten sich für zwei Halbfinals. Für das Finale qualifizierten sich die acht zeitschnellsten Schwimmerinnen beider Halbfinals.
Abkürzungen: 
 WR = Weltrekord, OR = olympischer Rekord, AM = amerikanischer Rekord, OC = Ozeanien-Rekord, NR = nationaler Rekord, PB = persönliche Bestleistung, JWB = Jahresweltbestzeit

## Rekorde
Vor Beginn der Olympischen Spiele waren folgende Rekorde gültig.
| Weltrekord         | Sarah Sjöström | 55,48 s | Rio de Janeiro, Brasilien | 7. August 2016 |
| Olympischer Rekord | Sarah Sjöström | 55,48 s | Rio de Janeiro, Brasilien | 7. August 2016 |

## Vorläufe
Samstag, 24. Juli 2021, 12:25 Uhr MESZ
 

### Vorlauf 1
| Platz | Bahn | Schwimmerin            | Nation               | Zeit (min)  | Anmerkung |
| ----- | ---- | ---------------------- | -------------------- | ----------- | --------- |
| 1     | 4    | Maryam Sheikh Alizadeh | Aserbaidschan        | 1:01,37 min |           |
| 2     | 5    | Aniqah Gaffoor         | Sri Lanka            | 1:05,33 min |           |
| 3     | 3    | Yusra Mardini          | Refugee Olympic Team | 1:06,78 min |           |

### Vorlauf 2
| Platz | Bahn | Schwimmerin     | Nation      | Zeit (min)  | Anmerkung |
| ----- | ---- | --------------- | ----------- | ----------- | --------- |
| 1     | 5    | Ellen Walshe    | Irland      | 59,35 s     |           |
| 2     | 3    | Remedy Rule     | Philippinen | 59,68 s     |           |
| 3     | 4    | Dalma Sebestyén | Ungarn      | 59,79 s     |           |
| 4     | 7    | Luana Alonso    | Paraguay    | 1:00,37 min |           |
| 5     | 2    | Jeserik Pinto   | Venezuela   | 1:00,60 min |           |
| 6     | 6    | Miriam Sheehan  | Puerto Rico | 1:02,49 min |           |

### Vorlauf 3
| Platz | Bahn | Schwimmerin      | Nation                  | Zeit (min) | Anmerkung |
| ----- | ---- | ---------------- | ----------------------- | ---------- | --------- |
| 1     | 4    | Margaret MacNeil | Kanada                  | 56,55 s    |           |
| 2     | 3    | Marie Wattel     | Frankreich              | 57,08 s    |           |
| 3     | 5    | Claire Curzan    | Vereinigte Staaten      | 57,49 s    |           |
| 4     | 1    | Katerine Savard  | Kanada                  | 57,51 s    |           |
| 5     | 2    | Arina Surkowa    | ROC                     | 58,02 s    |           |
| 6     | 8    | Maria Ugolkova   | Schweiz                 | 58,22 s    |           |
| 7     | 6    | Lana Pudar       | Bosnien und Herzegowina | 58,32 s    |           |
| 8     | 7    | Erin Gallagher   | Südafrika               | 59,69 s    |           |

### Vorlauf 4
| Platz | Bahn | Schwimmerin           | Nation             | Zeit (min) | Anmerkung |
| ----- | ---- | --------------------- | ------------------ | ---------- | --------- |
| 1     | 5    | Sarah Sjöström        | Schweden           | 56,18 s    |           |
| 2     | 4    | Torri Huske           | Vereinigte Staaten | 56,29 s    |           |
| 3     | 3    | Anastassija Schkurdaj | Belarus            | 56,99 s    |           |
| 4     | 6    | Elena Di Liddo        | Italien            | 57,41 s    |           |
| 5     | 2    | Ilaria Bianchi        | Italien            | 57,70 s    |           |
| 6     | 7    | Swetlana Tschimrowa   | ROC                | 58,04 s    |           |
| 7     | 8    | Anastasia Gorbenko    | Israel             | 58,23 s    |           |
| 8     | 1    | Farida Osman          | Ägypten            | 58,69 s    |           |

### Vorlauf 5
| Platz | Bahn | Schwimmerin       | Nation         | Zeit (min) | Anmerkung |
| ----- | ---- | ----------------- | -------------- | ---------- | --------- |
| 1     | 4    | Zhang Yufei       | China          | 55,82 s    |           |
| 1     | 5    | Emma McKeon       | Australien     | 55,82 s    | OC        |
| 3     | 3    | Louise Hansson    | Schweden       | 56,97 s    |           |
| 4     | 2    | Anna Doudounaki   | Griechenland   | 57,75 s    |           |
| 5     | 6    | Brianna Throssell | Australien     | 58,08 s    |           |
| 6     | 1    | Harriet Jones     | Großbritannien | 58,73 s    |           |
| 7     | 7    | Emilie Beckmann   | Dänemark       | 58,84 s    |           |
| 8     | 8    | An Se-hyeon       | Südkorea       | 59,32 s    |           |

### Zusammenfassung
| Platz | Vorlauf | Bahn | Schwimmerin            | Nation                  | Zeit (min)  | Anmerkung |
| ----- | ------- | ---- | ---------------------- | ----------------------- | ----------- | --------- |
| 1     | 5       | 4    | Zhang Yufei            | China                   | 55,82 s     |           |
| 1     | 5       | 5    | Emma McKeon            | Australien              | 55,82 s     | OC        |
| 3     | 4       | 5    | Sarah Sjöström         | Schweden                | 56,18 s     |           |
| 4     | 4       | 4    | Torri Huske            | Vereinigte Staaten      | 56,29 s     |           |
| 5     | 3       | 4    | Margaret MacNeil       | Kanada                  | 56,55 s     |           |
| 6     | 5       | 3    | Louise Hansson         | Schweden                | 56,97 s     |           |
| 7     | 4       | 3    | Anastassija Schkurdaj  | Belarus                 | 56,99 s     |           |
| 8     | 3       | 3    | Marie Wattel           | Frankreich              | 57,08 s     |           |
| 9     | 4       | 6    | Elena Di Liddo         | Italien                 | 57,41 s     |           |
| 10    | 3       | 5    | Claire Curzan          | Vereinigte Staaten      | 57,49 s     |           |
| 11    | 3       | 1    | Katerine Savard        | Kanada                  | 57,51 s     |           |
| 12    | 4       | 2    | Ilaria Bianchi         | Italien                 | 57,70 s     |           |
| 13    | 5       | 2    | Anna Doudounaki        | Griechenland            | 57,75 s     |           |
| 14    | 3       | 2    | Arina Surkowa          | ROC                     | 58,02 s     |           |
| 15    | 4       | 7    | Swetlana Tschimrowa    | ROC                     | 58,04 s     |           |
| 16    | 5       | 6    | Brianna Throssell      | Australien              | 58,08 s     |           |
| 17    | 3       | 8    | Maria Ugolkova         | Schweiz                 | 58,22 s     |           |
| 18    | 4       | 8    | Anastasia Gorbenko     | Israel                  | 58,23 s     |           |
| 19    | 3       | 6    | Lana Pudar             | Bosnien und Herzegowina | 58,32 s     |           |
| 20    | 4       | 1    | Farida Osman           | Ägypten                 | 58,69 s     |           |
| 21    | 5       | 1    | Harriet Jones          | Großbritannien          | 58,73 s     |           |
| 22    | 5       | 7    | Emilie Beckmann        | Dänemark                | 58,84 s     |           |
| 23    | 5       | 8    | An Se-hyeon            | Südkorea                | 59,32 s     |           |
| 24    | 2       | 5    | Ellen Walshe           | Irland                  | 59,35 s     |           |
| 25    | 2       | 3    | Remedy Rule            | Philippinen             | 59,68 s     |           |
| 26    | 3       | 7    | Erin Gallagher         | Südafrika               | 59,69 s     |           |
| 27    | 2       | 4    | Dalma Sebestyén        | Ungarn                  | 59,79 s     |           |
| 28    | 2       | 7    | Luana Alonso           | Paraguay                | 1:00,37 min |           |
| 29    | 2       | 2    | Jeserik Pinto          | Venezuela               | 1:00,60 min |           |
| 30    | 1       | 4    | Maryam Sheikh Alizadeh | Aserbaidschan           | 1:01,37 min |           |
| 31    | 2       | 6    | Miriam Sheehan         | Puerto Rico             | 1:02,49 min |           |
| 32    | 1       | 5    | Aniqah Gaffoor         | Sri Lanka               | 1:05,33 min |           |
| 33    | 1       | 3    | Yusra Mardini          | Refugee Olympic Team    | 1:06,78 min |           |

## Halbfinale
Sonntag, 25. Juli 2021, 3:40 Uhr MESZ
 

### Halbfinale 1
| Platz | Bahn | Schwimmerin       | Nation             | Zeit (min) | Anmerkung |
| ----- | ---- | ----------------- | ------------------ | ---------- | --------- |
| 1     | 6    | Marie Wattel      | Frankreich         | 56,16 s    | NR        |
| 2     | 4    | Emma McKeon       | Australien         | 56,33 s    |           |
| 3     | 5    | Torri Huske       | Vereinigte Staaten | 56,51 s    |           |
| 4     | 3    | Louise Hansson    | Schweden           | 56,92 s    |           |
| 5     | 2    | Claire Curzan     | Vereinigte Staaten | 57,42 s    |           |
| 6     | 8    | Brianna Throssell | Australien         | 57,59 s    |           |
| 7     | 1    | Arina Surkowa     | ROC                | 57,72 s    |           |
| 8     | 7    | Ilaria Bianchi    | Italien            | 58,07 s    |           |

### Halbfinale 2
| Platz | Bahn | Schwimmerin           | Nation       | Zeit (min) | Anmerkung |
| ----- | ---- | --------------------- | ------------ | ---------- | --------- |
| 1     | 4    | Zhang Yufei           | China        | 55,89 s    |           |
| 2     | 5    | Sarah Sjöström        | Schweden     | 56,40 s    |           |
| 3     | 3    | Margaret MacNeil      | Kanada       | 56,56 s    |           |
| 4     | 6    | Anastassija Schkurdaj | Belarus      | 57,19 s    |           |
| 5     | 1    | Anna Doudounaki       | Griechenland | 57,25 s    |           |
| 6     | 8    | Swetlana Tschimrowa   | ROC          | 57,54 s    |           |
| 7     | 2    | Elena Di Liddo        | Italien      | 57,60 s    |           |
| 8     | 7    | Katerine Savard       | Kanada       | 58,10 s    |           |

### Zusammenfassung
| Platz | Vorlauf | Bahn | Schwimmerin           | Nation             | Zeit (min) | Anmerkung |
| ----- | ------- | ---- | --------------------- | ------------------ | ---------- | --------- |
| 1     | 2       | 4    | Zhang Yufei           | China              | 55,89 s    |           |
| 2     | 1       | 6    | Marie Wattel          | Frankreich         | 56,16 s    | NR        |
| 3     | 1       | 4    | Emma McKeon           | Australien         | 56,33 s    |           |
| 4     | 2       | 5    | Sarah Sjöström        | Schweden           | 56,40 s    |           |
| 5     | 1       | 5    | Torri Huske           | Vereinigte Staaten | 56,51 s    |           |
| 6     | 2       | 3    | Margaret MacNeil      | Kanada             | 56,56 s    |           |
| 7     | 1       | 3    | Louise Hansson        | Schweden           | 56,92 s    |           |
| 8     | 2       | 6    | Anastassija Schkurdaj | Belarus            | 57,19 s    |           |
| 9     | 2       | 1    | Anna Doudounaki       | Griechenland       | 57,25 s    |           |
| 10    | 1       | 2    | Claire Curzan         | Vereinigte Staaten | 57,42 s    |           |
| 11    | 2       | 8    | Swetlana Tschimrowa   | ROC                | 57,54 s    |           |
| 12    | 1       | 8    | Brianna Throssell     | Australien         | 57,59 s    |           |
| 13    | 2       | 2    | Elena Di Liddo        | Italien            | 57,60 s    |           |
| 14    | 1       | 1    | Arina Surkowa         | ROC                | 57,72 s    |           |
| 15    | 1       | 7    | Ilaria Bianchi        | Italien            | 58,07 s    |           |
| 16    | 2       | 7    | Katerine Savard       | Kanada             | 58,10 s    |           |

## Finale
Montag, 26. Juli 2021, 3:30 Uhr MESZ

| Platz | Bahn | Schwimmerin           | Nation             | Zeit (min) | Anmerkung |
| ----- | ---- | --------------------- | ------------------ | ---------- | --------- |
| 1     | 7    | Margaret MacNeil      | Kanada             | 55,59 s    | AM        |
| 2     | 4    | Zhang Yufei           | China              | 55,64 s    |           |
| 3     | 3    | Emma McKeon           | Australien         | 55,72 s    | OC        |
| 4     | 2    | Torri Huske           | Vereinigte Staaten | 55,73 s    |           |
| 5     | 1    | Louise Hansson        | Schweden           | 56,22 s    |           |
| 6     | 5    | Marie Wattel          | Frankreich         | 56,27 s    |           |
| 7     | 6    | Sarah Sjöström        | Schweden           | 56,91 s    |           |
| 8     | 8    | Anastassija Schkurdaj | Belarus            | 57,05 s    |           |